# Henry Wolf (incisore)
Henry Wolf (Eckwersheim, 3 agosto 1852 – New York, 1º marzo 1916) è stato uno xilografo statunitense di origine francese.

## Biografia
Henry Wolf è nato il 3 agosto 1852 a Eckwersheim in Francia. Vive a Strasburgo, dove studia con Jacques Levy ed espone a Parigi. Henry Wolf si trasferisce a New York nel 1871, dove realizza xilografie di opere di Gilbert Stuart, Enric Serra Auqué, Frank Weston Benson, Howard Pyle, Henry Salem Hubbell, John Singer Sargent, A. B. Frost, Jan Vermeer, Jean-Léon Gérôme, Aimé Morot e Édouard Manet. Molte delle sue incisioni sono apparse su Scribner's Magazine, Harper's Monthly e su Century Magazine. Nel 1896 inizia a incidere su legno le sue proprie opere.
Ha esposto 144 xilografie all'Esposizione Internazionale Panama-Pacifico del 1915, che si è tenuta a San Francisco. Quell'anno ha vinto il Grand Prix de l'Exposition per la stampa . Muore nella sua casa di New York il 18 marzo 1916.

## Opere
Le sue opere fanno parte essenzialmente di collezioni negli Stati Uniti d'America, in particolare nello Smithsonian American Art Museum, nel Metropolitan Museum of Art e nel Canton Museum of Art.

### Galleria d'immagini

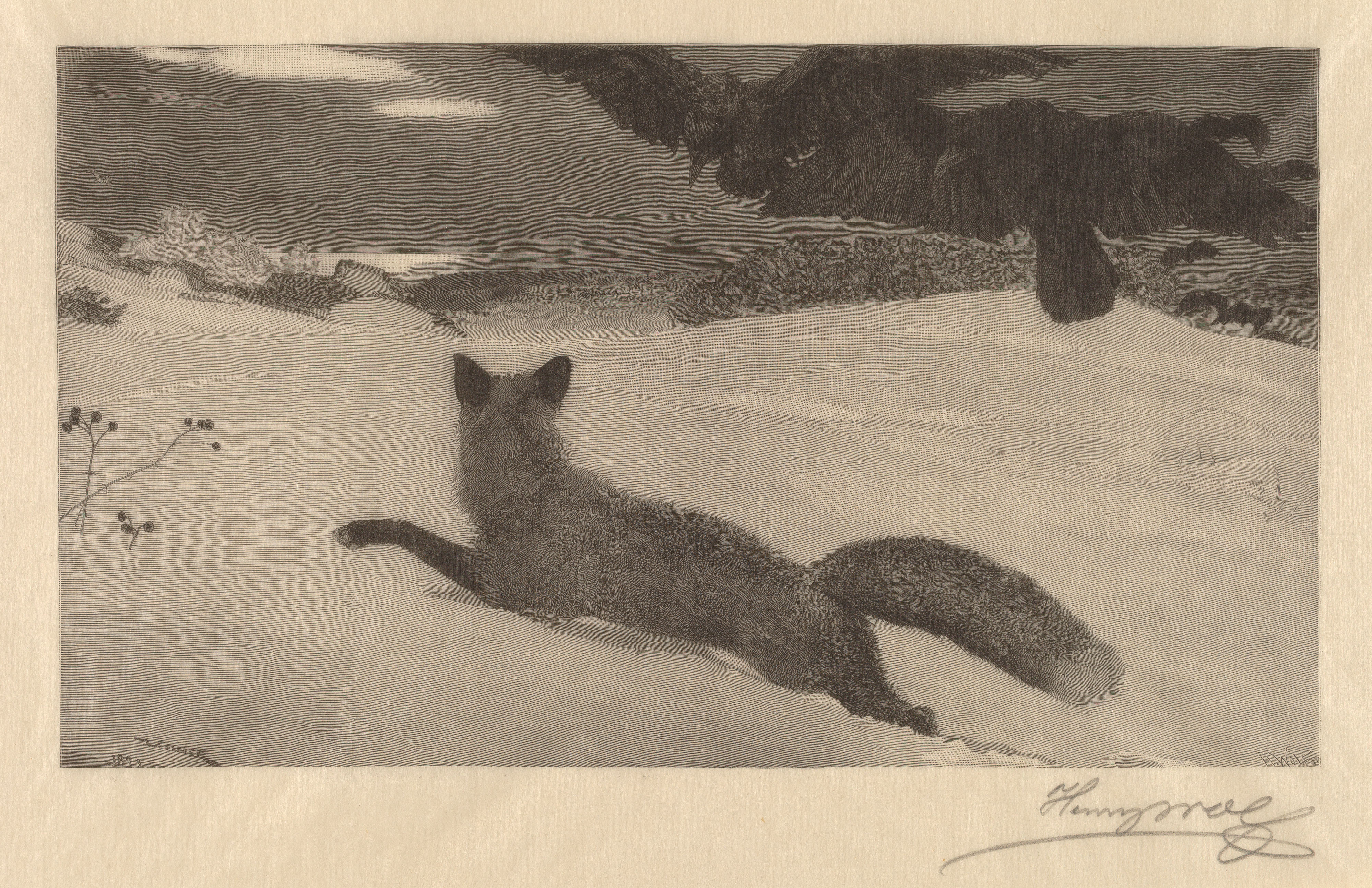
Winter, the Fox Hunt, secondo Winslow Homer (1889, National Gallery of Art)
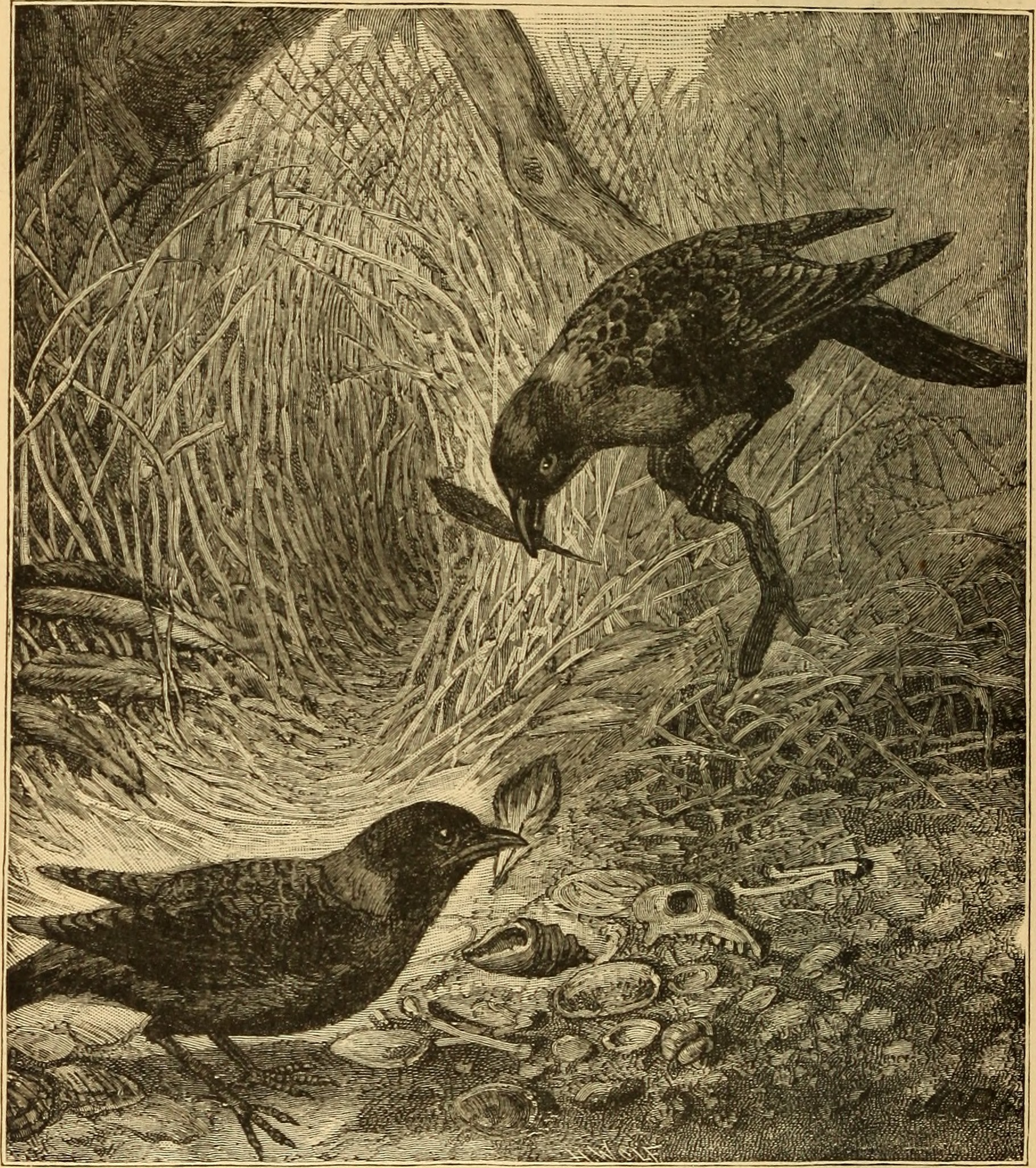
Animal life in the sea and on the land (1887, Library of Congress)
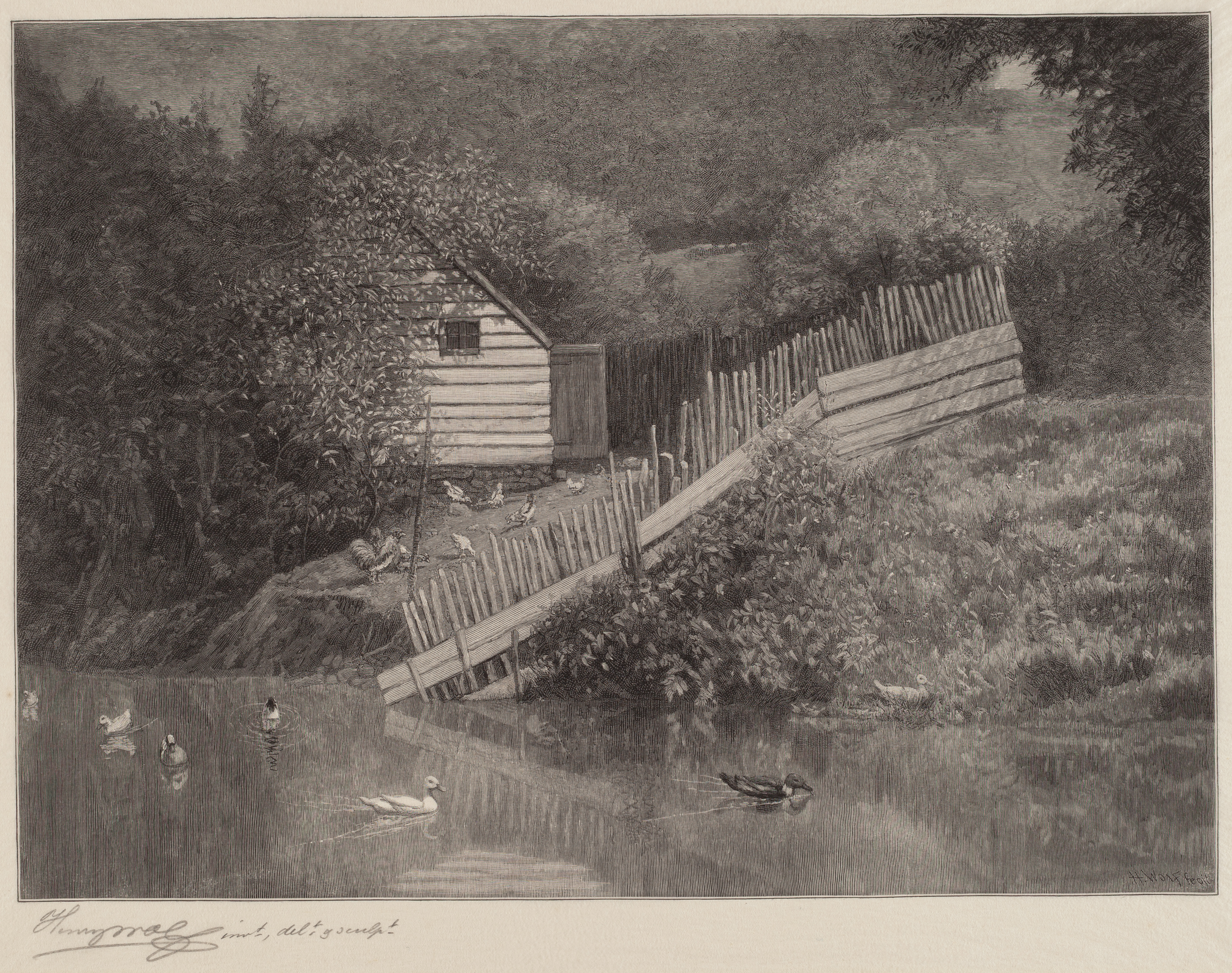
A Duck Pond (1906, National Gallery of Art)
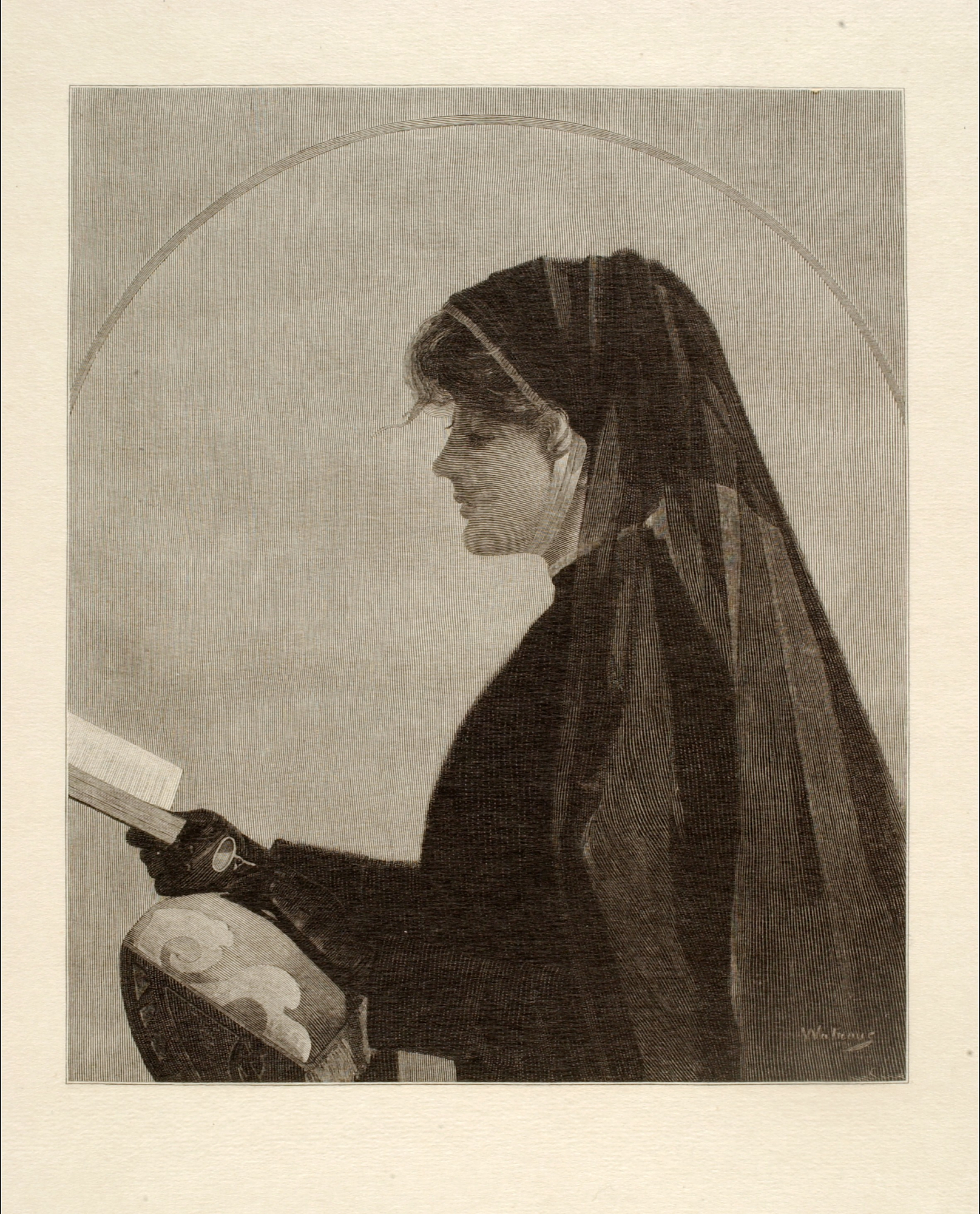
In Church, secondo Harry Watrous (1909, Smithsonian American Art Museum)